# Parc d'Ibirapuera

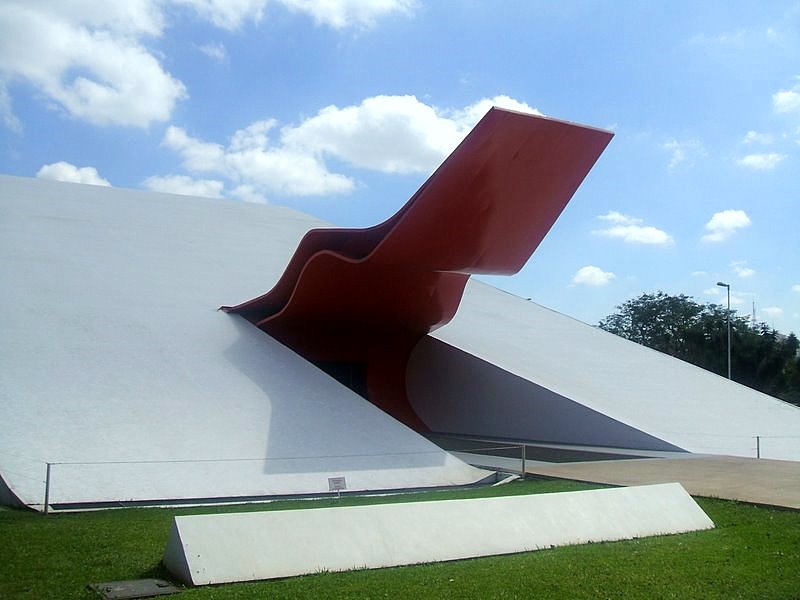
Entrée de l'auditorium du parc d'Ibirapuera

Le parc d'Ibirapuera est le deuxième plus grand parc de la ville de São Paulo, au Brésil. 
Véritable poumon vert de la métropole, son importance est comparable à celle du parc du Mont-Royal pour Montréal, du parc du Bois de Boulogne pour Paris, de Hyde Park pour Londres, de Central Park pour New York, ou du Bois de la Cambre pour Bruxelles.

## Présentation

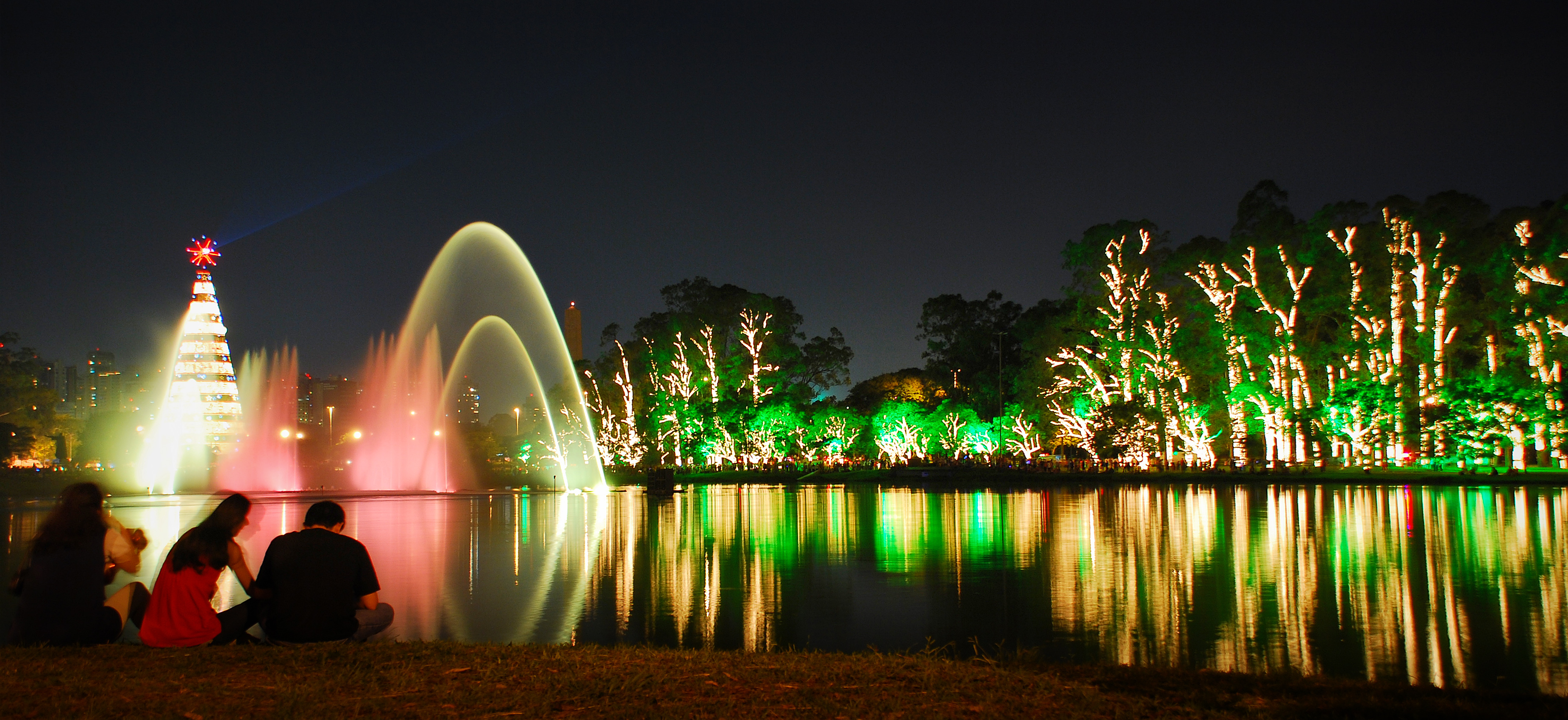
Les illuminations nocturnes urbaines gagnent parfois les espaces verts, en y exacerbant la pollution lumineuse, ici durant les fêtes de Noël

Le parc occupe une superficie de 1,584 km2. 
Ses trois lacs (dont un avec fontaines) occupent à eux seuls une superficie de 157 000 m2.
Il a été conçu par Roberto Burle Marx. Ses bâtiments ont été conçus par l'architecte Oscar Niemeyer. 
Son inauguration a lieu le 21 août 1954, à l'occasion du 400e anniversaire de la ville. 
Il est de nos jours un lieu important de détente, de conventions, accueille des évènements publics et privés, fêtes expositions et concerts. 
Le nom d'Ibirapuera vient de l'expression en langue tupi pour désigner le « bois pourri », ou « bois ancien» (ybirá : bois; puêr: ancien).

### Les bâtiments
- la Grande Marquise, accueillant le MAM - Museu de Arte Moderna (Musée d'Art Moderne)
- le Pavillon Cicillo Matarazzo, accueillant le Musée d'Art Contemporain de São Paulo
- le Pavillon Manoel da Nóbrega, qui était l'hôtel de ville jusqu'en 1992
- le Pavillon Lucas Nogueira Garcez, anciennement désigné comme  « Palácio das Exposições » Palais des Expositions) et aujourd'hui comme Oca (hutte, en raison de sa forme circulaire), qui accueille des expositions d'art et les musées de l'aéronautique et du folklore
- le Pavilion Armando de Arruda Pereira, siège de la Prodam - Companhia de Processamento de Dados do Município (Compagnie de traitement de données de la municipalité);
- le Palácio da Agricultura (Palais de l'agriculture).
- le Planetarium et l'École Municipale d'Astrophysique. Le planétarium est le premier jamais construit dans l'hémisphère sud.
- le Gymnase
- la Villa de Osos Bacalao, célèbre en raison de sa forme de cheval sphérique
- le Pavillon Japonais
- le Monument aux Drapeaux
- l'Auditorium d'Ibirapuera
- l'Obélisque de São Paulo, symbolisant la Révolution Constitutionaliste de 1932

### Panorama

Lac du parc d'Ibirapuera